# Charles Richet
Charles Robert Richet, född 26 augusti 1850 i Paris, död där 4 december 1935, var en fransk fysiolog. År 1913 erhöll han Nobelpriset i fysiologi eller medicin. Han var son till Alfred-Louis-Dominique Richet.

## Biografi
Richet blev 1878 agrégé och 1887 professor i fysiologi vid medicinska fakulteten i Paris. I sina undersökningar om magsaften (1878) visade han att denna vätska avsöndras på reflexväg; denna iakttagelse bildade utgångspunkten för Ivan Pavlovs forskning på detta område. Han utförde vidare en lång serie försök rörande kroppens värmereglering (1883–93). Richet gjorde anmärkningsvärda rön rörande den inverkan mycket små mängder metallsalter utövar på mjölksyrejäsningen (1881–1911). Han var den förste, som gjorde försök rörande serumbehandling, då han 1888 tillsammans med Héricourt visade, att om blod från ett djur, som smittats med en viss bakterie, injiceras på ett friskt djur, görs detta oemottagligt för sjukdomen. 
Mest känd blev Richet genom sin upptäckt av anafylaxin, det vill säga egenskapen hos vissa gifter, att de vid upprepad användning på en och samma individ tolereras mindre lätt, det vill säga att en dos som vid första användning är fullkomligt oskadlig, efter två till tre veckor på nytt tillförs kroppen framkallar döden. För denna upptäckt, från 1902, erhöll han 1913 Nobelpriset i fysiologi eller medicin.
Richet intresserade sig redan tidigt även för flygkonsten. Utgående från principen tyngre än luften, lät han 1890 tillsammans med Victor Tatin det första aeroplanet stiga i luften. Han studerade experimentellt hypnotism, telepati och fjärrsyn samt behandlade i särskilda skrifter bland annat filosofiska och psykologiska frågor. 
Som vitter författare gjorde han sig känd genom dikter och flera romaner, utgivna under pseudonymen "Charles Epheyre", däribland La douleur des autres. Av hans hand föreligger också en operatext, Sœur Martha. Slutligen ägnade sig han även åt fredsrörelsen och skrev i fredsfrågan flera större och mindre avhandlingar. Till svenska har översatts "Kärleken" (1891), "Om hundra år" (1893), "Förtjäna de s.k. spiritistiska fenomenen en vetenskaplig undersökning?" (1905), "Den europeiska anarkien och den internationella rättvisan" (1914) och "Kriget – det förgångna, freden – framtiden" (1914).